# توماسو أوبيتشيني
أوبيتشيني تومازو دي نوفارا
Tommaso Obicini di Novara (Obizzini)
مستشرق إيطاليّ، ولد في نون بالقرب من نوفارا، ومات في روما حول سنة 1634. دخل رهبانيّة الإخوة الصّغار الفرنسيسكان، وتمرّس في اللّغات الشرقيّة. وتوجّه إلى الإرساليّات في الإمبراطوريّة العثمانيّة، فوصل أوّلاً إلى أورشليم بصفة وكيل رسوليّ، وحارس لدير تابع لرهبانيّته. أعاد خلال فترة إقامته في الأرض المقدّسة فتح كنيستَي العذراء ويوحنّا المعمدان، اللتَين كان الأتراك قد استولوا عليهما. وترأّس بأمر من البابا بولس الخامس مجمعًا حُرمت فيه هرطقات كلّ من نسطوريوس وأوطيخا... وبعد عودته إلى روما درّس في دير القِدّيس بطرس مونتوريو اللغات العربيّة والسّريانيّة والقبطيّة لسنوات عدّة وعلّم عددًا كبيرًا من المرسلين. وهناك مات... من مؤلّفاته:
Isagoge id est breve introductorium arabicum in scientiam logices, cum versione latina, ac theses santae fidei, Rome, 1625, in-4°.
Grammatica arabica agrumia appellata, cum versione latina et expositione, Rome 1631, in-8°.
Thesaurus arabico-syro-latinus, Rome, 1636.
ترجمة مكاريوس جبّور عن
Nouvelle Biographie Générale, vol. 38, Firmin Didot Éditeurs, Paris, 1866, p. 403.